# 平井義男
平井 義男（ひらい よしお、1936年3月4日 - 2007年4月23日）は、日本の政治家。神奈川県逗子市長（1期）。

## 来歴
神奈川県三浦郡逗子町（現・逗子市）出身。鎌倉学園高等学校、立教大学経済学部卒。1978年、逗子市議会議員に初当選、議長を務めた。1994年、逗子市長選挙に立候補して当選する。同年12月25日に市長に就任した。1998年の市長選挙に立候補し、再選を目指したが、元鎌倉市議会議員の長島一由に敗れた。同年12月24日に市長を退任した。
2007年4月23日、胆管細胞がんのため横浜市金沢区の病院で死去した。